# 里夫涅 (別列佐夫卡區)
47°13′23″N 30°35′40″E / 47.22306°N 30.59444°E
里夫內（烏克蘭語：Рівне）是位於烏克蘭西南部的村莊，由敖德萨州贝雷济夫卡区的羅茲克維特市鎮負責管轄。該村始建於1924年，面積0.86平方公里，海拔高度132米，2001年人口270，人口密度每平方公里315.05人。